# Chopin na 5 kontynentach
Chopin na 5 kontynentach – studyjny album muzyczny wydany w marcu 2010 roku. Zawiera autorskie aranżacje utworów Fryderyka Chopina na instrumenty etniczne z całego świata. Autorką projektu, w tym wszystkich aranżacji jest Maria Pomianowska. Gra ona także we wszystkich utworach, łącznie na 10 różnych instrumentach smyczkowych. Oprócz tego w nagraniach wzięło udział wielu innych muzyków folkowych i etnicznych, m.in. członkowie Zespołu Polskiego, Mosaic czy Gadającej Tykwy.
Album został wydany z okazji obchodzonego w 2010 r. "Roku Fryderyka Chopina". Projekt został zrealizowany dzięki znaczącemu wsparciu Biura Obchodów Roku Chopinowskiego Chopin 2010. Oprócz tego wśród sponsorów płyty znalazło się także Województwo mazowieckie oraz Stołeczna Estrada.
W czerwcu 2010 roku płyta osiągnęła 5. pozycję na europejskiej liście światowej muzyki etnicznej i folkowej – World Music Charts Europe, organizowanej przez Europejską Unię Nadawców (EBU) oraz na 15. miejscu rocznego zestawienia tejże listy za rok 2010. Jest to najwyżej oceniona polska produkcja.

## Lista utworów
1. "Chopin na Dzikim Zachodzie" (walc Op.64 nr.1 „minutowy”) – 04:51
2. "Chopin w Persji" (preludium Op. 28 nr.4) – 05:22
3. "Chopin w Andaluzji" (walc Op.64 nr.2) – 04:14
4. "Chopin w Afryce" (preludium „deszczowe” Op. 28 nr.15) – 03:43
5. "Chopin w Chinach" (etiuda Op.10 nr.3 Chanson de l’adieu) – 04:52
6. "Chopin w Japonii" (pieśń Dwojaki koniec) – 04:42
7. "Chopin na Syberii" (rondo ala krakowiak Op.14) – 04:23
8. "Chopin w Indiach" (largo z fantasie-impromptu Op. 66) – 05:10
9. "Chopin w Arabii" (pieśń Nie ma czego trzeba) – 04:52
10. "Chopin w Bułgarii" (mazurek Op.33 nr 2) – 05:07
11. "Chopin w Brazylii" (nokturn Es Op.9) – 04:04
12. "Chopin w Armenii" (pieśń Wiosna) – 04:24
13. "Chopin na Bałkanach" (pieśń Wiosna) – 02:03
14. "Chopin na Mazowszu" (pieśń Życzenie) – 02:04

## Skład
- Maria Pomianowska – śpiew solowy, śpiew i chórki, gongi oraz instrumenty smyczkowe: suka biłgorajska, fidel płocka, er-hu, sarangi, igyl, morin chuur], kemancze, gydułka, setar, wiolonczela, bas
- Paweł Betley – chórki, flet piccolo, piszczałki irlandzkie, flet bambusowy, flety proste, fortepian, gitara basowa, perkusja
- Sebastian Wielądek – piszczałka „międzyleska", szałamaja, dudy, lira korbowa, bansuri, duduk, flet drewniany, kaval, ney, harmonia „deptana”
- Alina Mleczko – saksofony: sopranowy, altowy, tenorowy
- Marta Maślanka – cymbały, santur
- Małgorzata Szarlik-Woźniak – skrzypce
- Bartłomiej Pałyga – śpiew alikwotowy, śpiew gardłowy, koncovka, drumle, didgeridoo
- Robert Siwak – bębny obręczowe, darbuka, cajón
- Mohammad Rasouli – ney
- Roozbeh Asadian – kemancze
- Małgorzata Komorowska – celtycka harfa
- Mateusz Szemraj – oud, saz
- Piotr Bieńkowski – duszpulur
- Jędrzej Kuziela – tabla
- Wojciech Lubertowicz – udu, darbuka
- Michał Rudaś – śpiew solowy, chórki
- Weronika Grozdew – śpiew solowy, chórki
- Michał Czachowski – gitara flamenco, cajón, palmas
- Gwidon Cybulski – śpiew solowy, balafony, djembe, ngoni
- Baba the Storyteller – śpiew, chórki, kora, beat-box
- Jolanta Kossakowska – fidel średniowieczna
- Izabela Byra – śpiew
- Anna Piotrowska – śpiew
- Karina Peisert – śpiew

## Dodatkowe informacje
- Opracowania utworów – Maria Pomianowska, Michał Czachowski
- Nagrania – ZTUDIO Betley & Nowak w Warszawie
- Realizacja – Paweł Betley, Marek Nowak
- Projekt graficzny – Andrzej Pągowski
- Zdjęcia – Andrzej Łojko
- Wydawca – Agencja Artystyczna Musart, we współpracy z CM Records
- Kierownik produkcji – Antoni Pomianowski